# PRIDE.21
PRIDE.21（プライド・トゥウェンティーワン）は、日本の総合格闘技イベント「PRIDE」の大会の一つ。2002年6月23日、埼玉県さいたま市のさいたまスーパーアリーナで開催された。海外PPVでの大会名は「PRIDE 21: Demolition」。

## 大会概要
メインイベントの高山善廣とドン・フライの対戦はPRIDE史上に残る一戦となった。互いが互いの首を掴み合い、ガードなしでそのまま殴りあうという非常に単純で熱い闘いとなり、会場を大歓声で埋め尽くした。
PRIDEデビュー戦となったリングス無差別級王者エメリヤーエンコ・ヒョードルはセーム・シュルトを判定で下した。また第1試合に出場したボブ・サップは田村潔司に開始11秒でTKO勝ち。

## 試合結果
第1試合 PRIDE特別ルール 3分5R
○  ボブ・サップ vs.  田村潔司 ×
1R 0:11 TKO（レフェリーストップ：右フック→パウンド）
第2試合 PRIDEルール 1R10分、2・3R5分
○  ゲーリー・グッドリッジ vs.  ラバザノフ・アフメッド ×
3R終了 判定2-1
第3試合 PRIDEルール 1R10分、2・3R5分
○  アンデウソン・シウバ vs.  アレックス・スティーブリング ×
1R 1:23 TKO（ドクターストップ：額カット）
第4試合 PRIDEルール 1R10分、2・3R5分
○  ジェレミー・ホーン vs.  ギルバート・アイブル ×
3R終了 判定3-0
第5試合 PRIDEルール 1R10分、2・3R5分
○  大山峻護 vs.  ヘンゾ・グレイシー ×
3R終了 判定3-0
第6試合 PRIDEルール 1R10分、2・3R5分
○  ダニエル・グレイシー vs.  杉浦貴 ×
3R終了 判定2-1
第7試合 PRIDEルール 1R10分、2・3R5分
○  エメリヤーエンコ・ヒョードル vs.  セーム・シュルト ×
3R終了 判定3-0
第8試合 PRIDEルール 1R10分、2・3R5分
○  ドン・フライ vs.  高山善廣 ×
1R 6:10 TKO（レフェリーストップ：マウントパンチ）

## ドン・フライ 対 高山善廣
ドン・フライ 対 高山善廣は、2002年6月23日に行われた総合格闘技イベント『PRIDE.21』のメインイベントである。

### 解説
本来ドン・フライはマーク・コールマンと対戦予定であったが、大会1週間前にコールマンが怪我により欠場することとなった。そのため、急遽ピンチヒッターとして高山が出場することが決まった。当時「ノーフィアー」の異名で知られた高山は出場を快諾。結果「PRIDE史上、いや日本格闘技史上に残る壮絶な殴り合い」、「370秒の壮絶な顔面殴り合い」と表現される名勝負となった。高山は敗れたが、この一戦で一般層への知名度を上げた。東京スポーツ紙面では「（互いの）闘魂を見せつけた」試合とも表現され、観客席の状態は「場内からいつまでも称賛の嵐はやまなかった」と記述された。
この試合の反響は大きく、2005年、映画『殴者 NAGURIMONO』にてフライと髙山の両者が出演、試合を再現するようなシーンが撮影されたほか、2019年にはテレビ番組の企画で再開している。